# توفول
توفول ("تُفُل" خوانده شود) پایتخت ایالت کوسرائی در کشور ایالات فدرال میکرونزی است. بر پایه تقسیمات کشوری ایالت کوسرائی، کد آن «قسمت دوم»، «بخش دوم» است.
{{Infobox settlement
|name=تُفُل|native_name=|native_name_lang=|settlement_type=|image_skyline=|image_alt=|image_caption=|image_flag=|motto=|image_map=Kosrae.png|map_alt=|map_caption=|pushpin_map=Federated States of Micronesia|pushpin_label_position=|pushpin_map_alt=|pushpin_map_caption=|latd=5|latm=19|lats=32|latNS=N|longd=163|longm=00|longs=33|longEW=E

## موقعیت مکانی
توفول در منطقه شهرداری للو در جنوب باختر آبخوست للو قرار دارد.

## آموزش و پرورش
وزارت آموزش و پروش ایالت کوسرائی مدرسه‌های دولتی زیر را درتوفول  مدیریت می‌کند:
- دبیرستان کوسرائی